# اولیان (میسوری)
اولیان (به انگلیسی: Olean) یک روستا (ایالات متحده آمریکا) در ایالات متحده آمریکا است که در شهرستان میلر، میزوری واقع شده‌است.
 اولیان ۰٫۴۵ کیلومتر مربع مساحت و ۱۲۸ نفر جمعیت دارد و ۲۳۶ متر بالاتر از سطح دریا واقع شده‌است.